# Tatonka
Die Tatonka GmbH (Eigenschreibung: TATONKA) ist ein deutscher Hersteller von Freizeit- und Outdoor-Artikeln sowie Outdoor-Bekleidung mit Hauptsitz in Dasing im Landkreis Aichach-Friedberg bei Augsburg. Tatonka bedeutet in der Sprache der Sioux ‚Bison‘.
Das Unternehmen befindet sich in Familienbesitz und wird in zweiter Generation geführt. Am Standort in Dasing befinden sich Design, Vertrieb und Unternehmensleitung. Eine Produktion in Deutschland gibt es nicht, die Tatonka-Produkte werden ausschließlich in zwei unternehmenseigenen Fabriken in Vietnam gefertigt. Von der Mountech Co. Ltd in Ho-Chi-Minh-Stadt, mit Produktionsstandorten in Ho-Chi-Minh-Stadt und An Nhơn in der Bình Định, wurden im März 2017 rund 700 Mitarbeiter beschäftigt.

## Geschichte und Organisation
1981 gründete Winfried Schechinger in Dasing unter der Firma Mountain Sport GmbH Vertrieb von Bergsportartikeln ein Handelsunternehmen, das u. a. in den 1980er Jahren Marken wie PRE-Ski und Jansport nach Europa holte.
Seit 1989 lässt das Unternehmen in betriebseigenen Fabriken vom Tochterunternehmen Mountech Co. Ltd. in Ho-Chi-Minh-Stadt in Vietnam fertigen. Mountech Co. Ltd. wird nicht im Jahresabschluss der Tatonka GmbH konsolidiert. Kinderarbeit schließt das Unternehmen nach eigenen Angaben in den eigenen Produktionsstätten aus.
1993, als die Mountain Sport GmbH die Lizenz für den Vertrieb und die Produktion der Marke Jansport an den US-Konzern VF zurückgegeben hatte, benötigte das Unternehmen einen neuen Markennamen; inspiriert durch den Film Der mit dem Wolf tanzt ließ Winfried Schechinger 1993 die Wortmarke Tatonka eintragen. Das Unternehmen firmierte in Tatonka GmbH Qualitätsausrüstung für Freizeitaktive um.
Im November 2004 übernahm Andreas Schechinger – Sohn des Unternehmensgründers – die Geschäftsführung. Dieser arbeitet bereits seit 1991 im Unternehmen in der Produktentwicklung und absolvierte von 1989 bis 1990 beim Unternehmen Globetrotter Ausrüstung eine kaufmännische Ausbildung. Andreas Schechinger ist Vorstandsmitglied des Bundesverbandes der Deutschen-Sportartikel-Industrie (BSI) und dort Schatzmeister der Fachgruppe Outdoor.
Die Produkte von Tatonka werden nach Unternehmensangaben in rund 4000 Fachgeschäften in 38 Ländern vertrieben.
Das Unternehmen beschäftigt am Standort Dasing laut Bundesanzeiger 72 Mitarbeiter, weltweit sind es nach Unternehmensangaben rund 1.000 Mitarbeiter. Dasing ist Entwicklungsort und Auslieferungslager für den ganzen europäischen Raum.
Tatonka ist Mitglied der European Outdoor Group (EOG) mit Sitz im schweizerischen Zug. Der Verein wurde 2003 gegründet, um im Namen der Mitgliedsunternehmen auf europäischer Ebene die Interessen der Outdoor-Industrie zu vertreten. Um Mitglied zu werden, muss es sich bei dem Unternehmen um eine Outdoor-Marke handeln, deren Umsatz in Europa vier Millionen Euro übersteigt und die in mindestens vier europäischen Ländern Handel treibt.

## Marken und Produkte
Die Produktpalette der Tatonka GmbH umfasst laut Firmenangaben ein Sortiment von 2.000 Freizeit- und Outdoor-Produkten. Pro Saison kommen bis zu 80 Neuentwicklungen hinzu. Die Palette reicht von Textilien, Rucksäcken und Taschen über Zelte bis hin zu Kochgeschirr. Als Eigenmarke tragen sie die Markenbezeichnung Tatonka. Die Tatonka GmbH hat zudem seit 1993 den Vertrieb der US-amerikanischen Marke Teva übernommen, die vor allem Outdoor-Schuhe und -Sandalen herstellt.
Außerdem vertreibt Tatonka Produkte der 1999 angemeldeten Tochtermarke Tasmanian Tiger. Deren Produktpalette ist im taktischen bzw. militärischen Bereich stark vertreten und besteht hauptsächlich aus Rucksäcken, Plattenträgern (Basis für Schutzwesten) und MOLLE/PALS-kompatiblen Taschen. Mittlerweile gehört aber auch eine kleine Auswahl an Kleidung zum Sortiment. Zielgruppen sind beispielsweise Spezialkräfte sowie sonstige Angehörige von Militär und BOS sowie die Bushcraft-Community. Ein Merkmal der Firma ist die Verwendung von 700D-Cordura.

## Kampagne für Saubere Kleidung

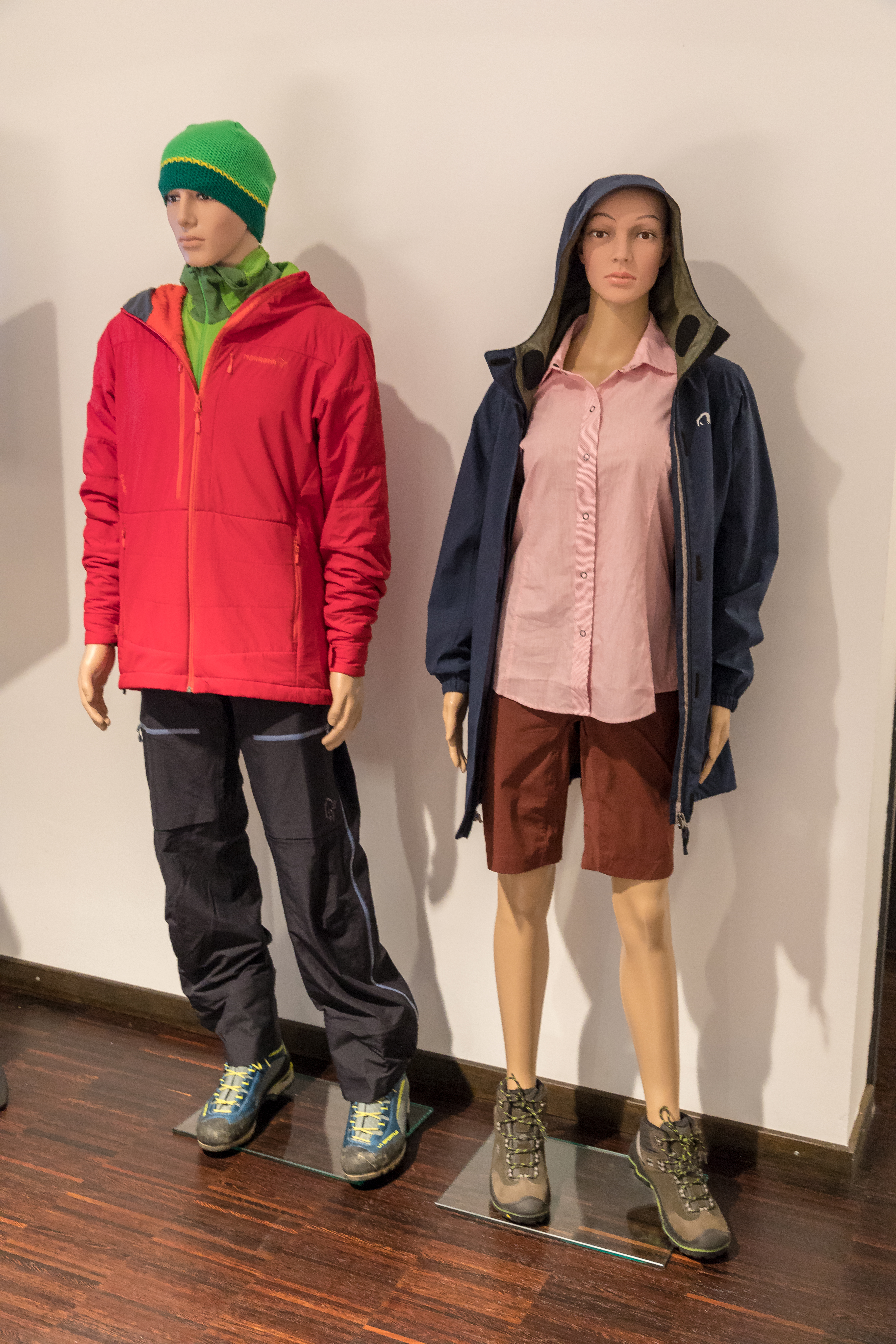
Tatonka-Jacke von 1993 (rechts)

2009 war Tatonka in einer Debatte der seit 1990 existierenden internationalen Kampagne für Saubere Kleidung (Clean Clothes Campaign CCC) involviert. Dabei wurde moniert, inwieweit Tatonka die ILO-Kernarbeitsnormen (Organisationsfreiheit, Recht auf Kollektivverhandlung, Verbot von Kinderarbeit, Zwangsarbeit und Diskriminierung) einhält.
Mittlerweile wurde Tatonka mit der Norm SA8000 vom TÜV Rheinland zertifiziert.

## Sonstiges
Das Unternehmen beteiligt sich am Sponsoring des Fernwanderwegs Rothaarsteig.